# Stora Dammtjärnen (Solleröns socken, Dalarna, 673262-141895)
Stora Dammtjärnen är en sjö i Mora kommun i Dalarna och ingår i Dalälvens huvudavrinningsområde.